# Родов, Семён Абрамович
Семён Абра́мович Ро́дов (12 [24] января 1893, Херсон — 24 мая 1968, Москва) — русский советский поэт, переводчик, литературный критик.

## Биография
Родился 24 января 1893 года, в Херсоне. Сын херсонского служащего. Учился в Университете Неаполя, затем в Психоневрологическом институте имени В. М. Бехтерева в Петрограде и в Московском политехническом институте.
Печатался с 1912 года. В 1918 году вступил в ряды ВКП(б). Один из организаторов литературного объединения «Кузница». Затем был одним из организаторов литературного объединения молодых большевиков-писателей «Октябрь».
В 1923—1924 годах — ответственный секретарь Московской Ассоциации Пролетарских Писателей (МАПП). В 1923—1925 годах — ответственный редактор печатного органа МАПП — журнала «На посту», в 1924—1925 годах также ответственный редактор журнала «Октябрь». в 1923—1926 годах — член Всероссийской ассоциации пролетарских писателей (ВАПП).
После раскола руководства РАПП в феврале 1926 года вошёл в состав объединения «левых» рапповцев (кроме него, в объединение входили также Г. Лелевич и А. Безыменский). «Левые» рапповцы оспаривали принципы организации РАПП и отказались от сотрудничества с писателями-попутчиками. В ряде статей выражал леворадикальные взгляды на искусство.
В 1930 году состоял в группе «Литфронт», сражавшейся с РАППом за гегемонию в марксистской критике. Научный сотрудник Института русской литературы АН СССР.
Член Союза писателей с 1939 года.
Владимир Сутырин, один из руководителей РАПП писал о Родове в 1930 году:

Потрясающий схематизм мышления, не сравнимое ни с чем доктринерство, колоссальнейшее упрямство, необыкновеннейшая способность все большое сводить к малому и глубокое — к мелкому, нестерпимая ура-классовость и ультра-ортодоксальность — все эти качества, произросшие в «питательном бульоне» примитивнейших знаний, и составляют Родова как литературное явление.
— Владимир Сутырин

## Творчество
Ранние стихи Родова («Мой сев», 1918) написаны под влиянием декадентского индивидуализма, который вскоре сменился на воспевание героики революции, победного пролетарского труда. В стихах поэта, наряду с типичной для «Кузницы» абстрактной романтикой и гиперболизмом образов, заметны реалистические тенденции. В некоторых произведениях он ставил Ленина и Троцкого в один ряд («Кремль»), что впоследствии могло быть использовано против автора в политических целях.
В середине 1920-х годов С. А. Родов оставил поэзию и выступил как литературный критик.
Статьи и рецензии Родова характеризовались его оппонентами как «левацки-вульгаризаторские» по отношению к писателям мелкобуржуазной интеллигенции и одновременно в них видели апологетическое отношение к буржуазной литературе, вероятно, на фоне утверждений о кризисе пролетарской литературы. Книга автора «На посту» (1931) была осуждена критикой за ряд положений, созвучных «троцкистским» взглядам на литературу.
Переводил поэзию и прозу с идиша, белорусского и украинского языков, в том числе Ш. Горшман, А. Н. Кулаковского, Миколу Лупсякоя. Под его редакцией вышло собрание сочинений Н. Г. Чернышевского (1957), роман «Степь проснулась» Жамсо Тумунова.

## Избранные произведения
Сборники стихов
- Мой сев. — М., 1918.
- Перебежка зарниц. — Пг.: Пролеткульт, 1921.
- В Урагане. — Пг.: Пролеткульт, 1921. — 42 с.
- Прорыв. — М., 1921.
- Инна (поэма). — М.: Кузница, 1922.
- Наши души. — М.: Кузница, 1922.
- Стальной строй. — Тверь, 1923.
- Сверенный взлёт. — М., 1924.

Критические статьи
- Организация пролетарской литературы (сборник статей). — М., 1925.
- В литературных боях. — М., 1926.
- На посту. — М.: Федерация, 1931.
- Автобиография в сборнике «Пролетарские писатели» (1925).

Отрывок из поэмы «Инна» (1921)
Человечеству путь укажем

Перстами заржавленных труб.

И восставшие станем на страже

У разливов его запруд.

Пусть грядущее рвётся и ропщет,

В узду ему вденем жемчужный повод.

На колёса его — на кузнице общей —

Мы скуём по искромётному ободу.